# Gerbe
Gerbe (Cherbe en aragonés) es una localidad aragonesa perteneciente al municipio de Aínsa-Sobrarbe, en el Sobrarbe, provincia de Huesca en Aragón, España. Antiguamente tuvo ayuntamiento propio. En 2023 la población  se redujo a 15 habitantes a causa de la construcción del nuevo pantano, según García.

## Geografía
Ubicado en la orilla izquierda del Cinca  en confluencia de este con el río A Nata en una estratégica posición que le permite controlar el acceso a A Fueva por el desfiladero de As Natas y una buena visibilidad sobre la ribera de Mediano. El embalse de Mediano, que se ubica a sus pies llega con niveles altos, hasta escasos metros de las casas más bajas de la localidad.

### Urbanismo
Gerbe está separado de Aínsa por 6 km y de 125 de Huesca. Se encuentra a una altitud de entre 557 y 686 m. Consta de tres barrios: Cabolugar, Enmedio y Abadiao. Su urbanismo está basado en una sola calle que recorre todo el pueblo. Sus casas son de mampostería, sillarejo, y tejados de losa.
Una de ellas, Casa Solano, todavía conserva la tradicional chimenea troncocónica tradicional del Pirineo, coronadas con los espantabrujas y los tejados con los característicos pirolos. Varias han sido reconstruidas y han colocado en sus tejados dichas chimeneas. El barrio más alto es en el que se ubican las  construcciones más antiguas, mientras que el los de la parte baja es más modernos y se estructura en torno de la iglesia de San Miguel, construcción del siglo XVI, a partir de mediados del siglo XIX.

## Historia
Dependió del cercano monasterio de San Victorián y ostentó capitalidad municipal hasta el siglo XIX. El historiador Agustín Ubieto Arteta afirma que la primera cita de Gerbe  data de 1052, aunque no hay certeza de ello, y está recogida en la obra de Eduardo Ibarra y Rodríguez Documentos correspondientes al reinado de Ramiro I (1034-1063) en Colección de documentos para el estudio de la Historia de Aragón, I (Zaragoza, 1904), y documenta la variante del nombre Ierpe.
La construcción del embalse de Mediano a mediados del siglo XX afecto negativamente al desarrollo de la población a ser expropiadas e inundadas  buena parte de sus tierras de labor.
La población se ha recuperado después de un periodo de pérdidas, así en 1980 tenía 33 habitantes, en 1991 13 y en 1999 subió a 19, llegando en 2018 a 24.

## Lugares de interés
Entre sus construcciones destaca la iglesia de San Miguel, del siglo XVI, y La Abadía de Gerbe, considerada una de las casas torreadas del Alto Aragón. Son destacables los atardeceres sobre las aguas del Cinca vistos desde el llamado «L'aventador».

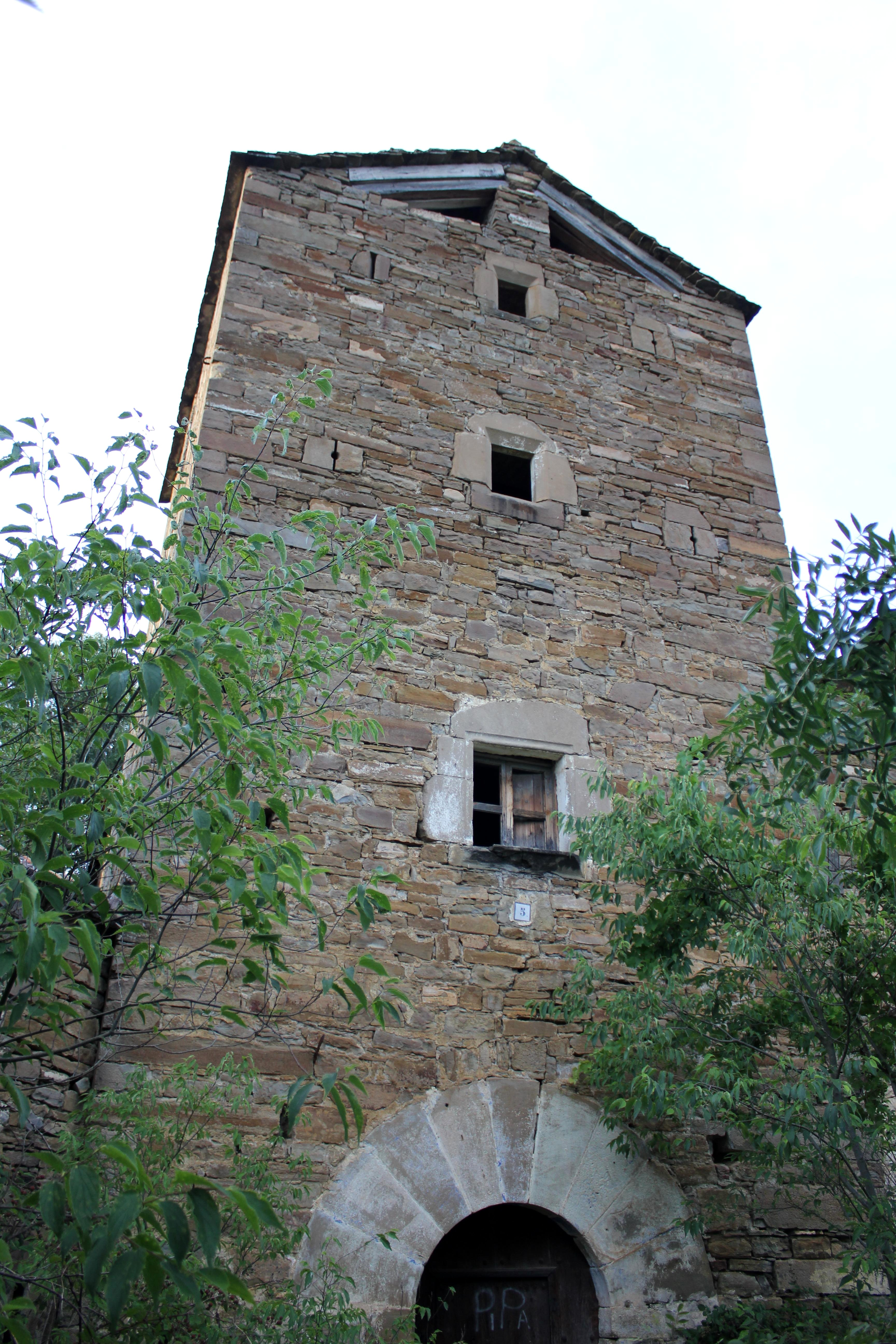
Torre defensiva de El casal
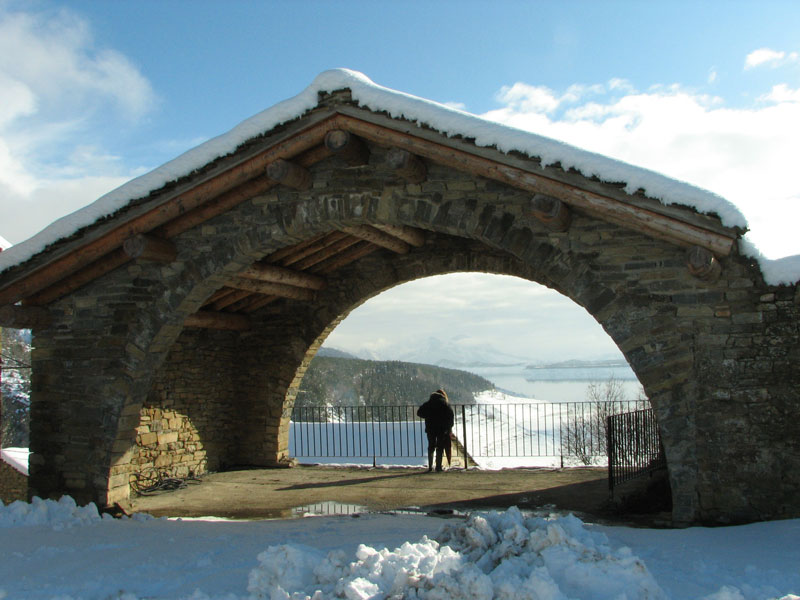
L'«aventador»
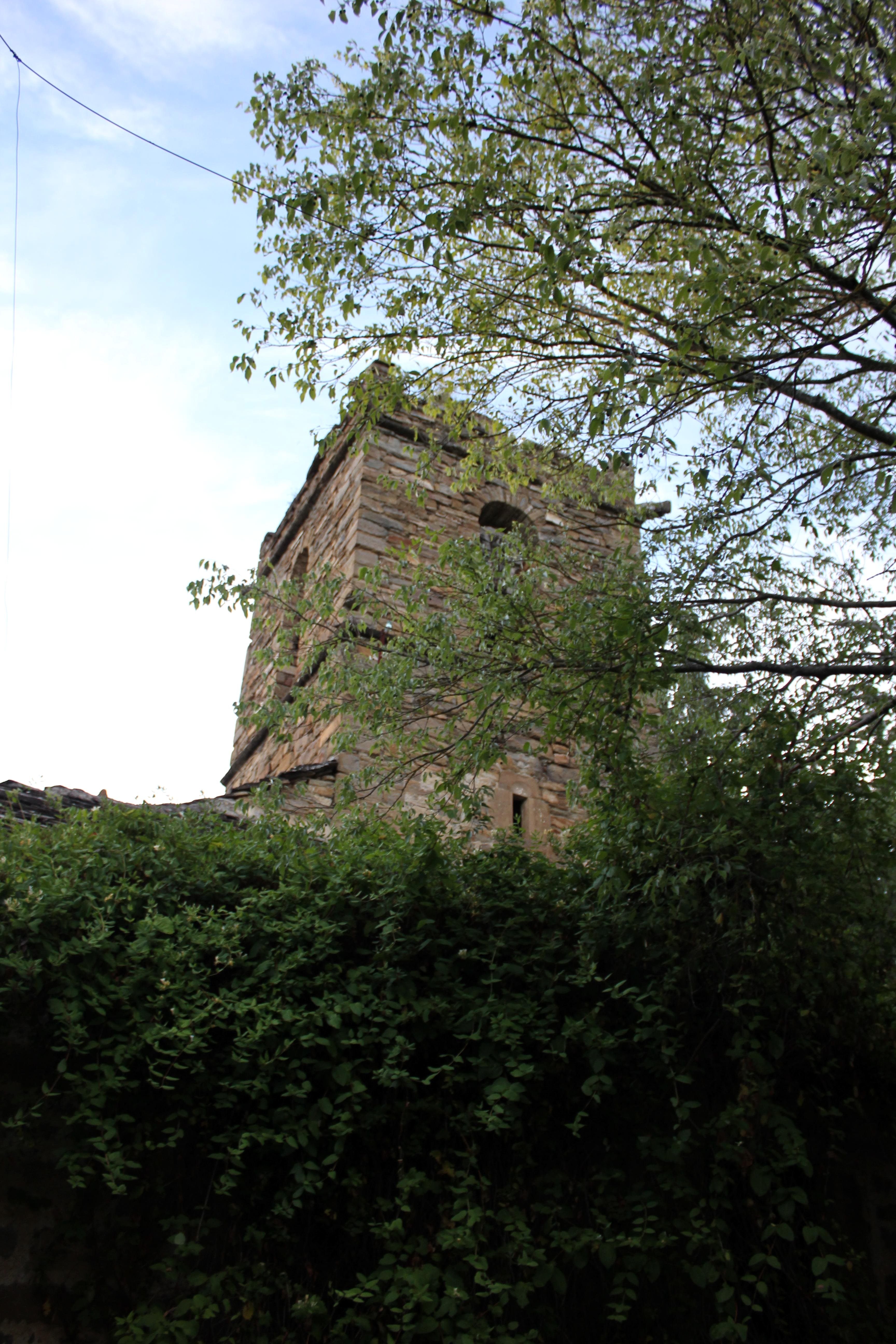
Campanario de la iglesia de san Miguel (s. XVI)
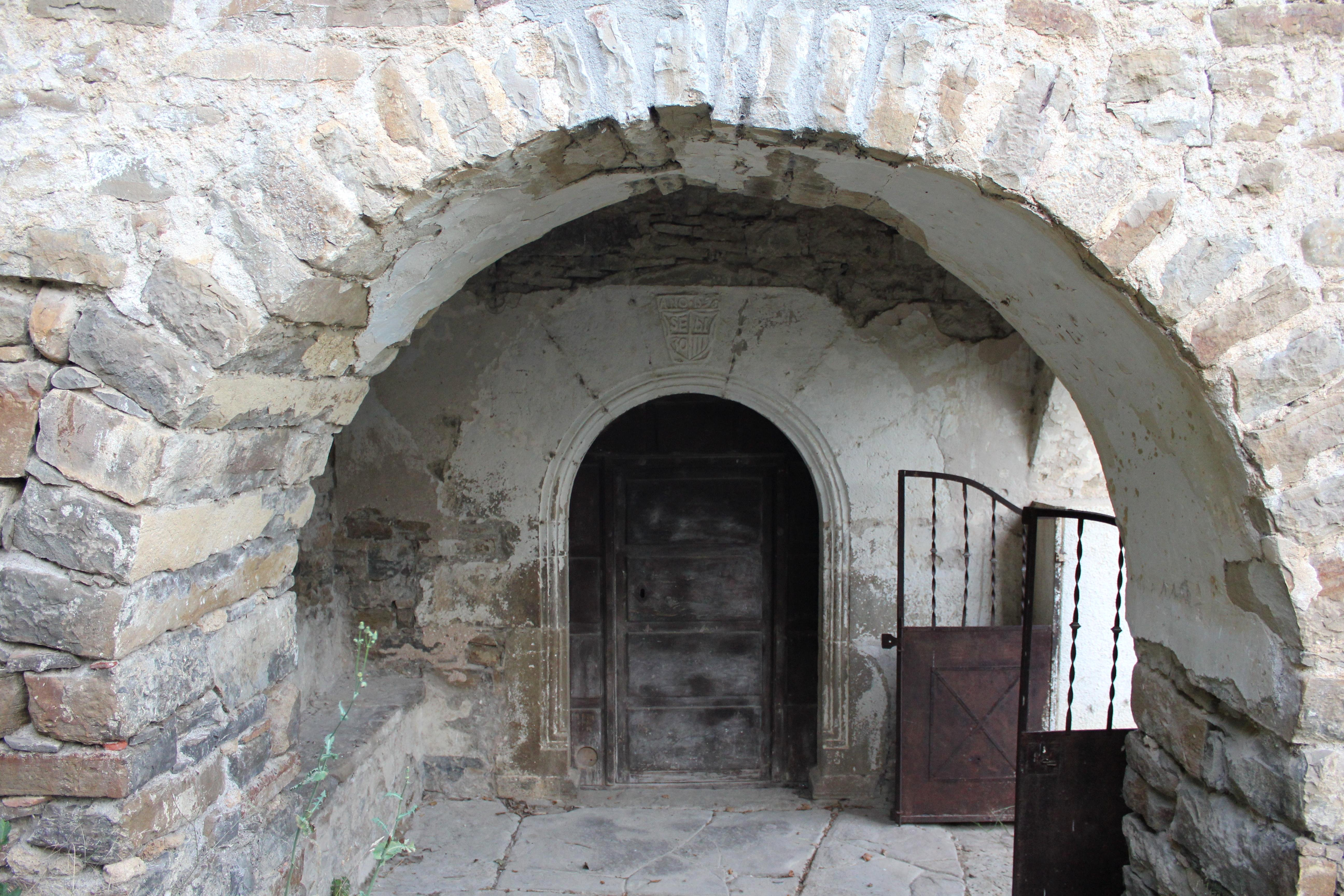
Portada de la iglesia de san Miguel